# Carol Bouvard
Carol Bouvard (12 de enero de 1998) es una deportista suiza que compite en esquí acrobático.
Ganó dos medallas en el Campeonato Mundial de Esquí Acrobático, oro en 2019 y plata en 2021, ambas en la prueba de salto aéreo por equipos.

## Medallero internacional
| Campeonato Mundial | Campeonato Mundial         | Campeonato Mundial | Campeonato Mundial      |
| Año                | Lugar                      | Medalla            | Competición             |
| ------------------ | -------------------------- | ------------------ | ----------------------- |
| 2019               | Park City (Estados Unidos) | Medalla de oro     | Salto aéreo por equipos |
| 2021               | Almaty (Kazajistán)        | Medalla de plata   | Salto aéreo por equipos |